# KatieJane Garside
Katrina Jane Garside, detta KatieJane (8 luglio 1968), è una cantante britannica.

## Biografia
Nata nell'East Riding of Yorkshire, visse i suoi primi anni di vita a Salisbury, ma quando aveva undici anni iniziò con la famiglia a vivere a bordo di un panfilo, navigando per il mondo per quattro anni. Una volta ritornata in Inghilterra, iniziò la sua carriera musicale grazie al produttore discografico Glyn Johns, iniziando a studiare e a collaborare con suo figlio Ethan Johns.
Nel 1989 ha formato il gruppo Daisy Chainsaw dopo aver risposto ad un annuncio del chitarrista Crispin Gray. Si unirono alla band il bassista Richard Adams ed il batterista Vince Johnson. Il gruppo pubblicò il primo album in studio Eleventeen nell'ottobre 1992. Tuttavia KatieJane Garside lasciò il gruppo poco dopo, nel 1993.
Per alcuni anni l'artista si ritirò dalle scene, ritornando a lavorare nel 1999, quando, di nuovo insieme al chitarrista Crisipin Gray, forma il  gruppo Queenadreena. Questo gruppo pubblica tre album in studio tra il 2000 ed il 2005, che sono Taxidermy (2000), Drink Me (2002) e The Butcher and the Butterfly (2005). Dopo aver pubblicato un album dal vivo, i Queenadreena pubblicano altri due album: la raccolta di demo Ride a Cock Horse, e Djin (2008), che diventa l'ultima uscita prima dello scioglimento avvenuto intorno al 2009.
Nel frattempo, nel dicembre 2007, l'artista aveva pubblicato un album solista, dal titolo Lullabies in a Glass Wilderness. Per questo lavoro, realizzato in maniera indipendente, aveva adottato lo pseudonimo Lalleshwari.
Nel 2007, poco prima dell'uscita dell'ultimo album dei Queenadreena, Garside formò il duo musicale Ruby Throat insieme a Chris Whittingham, chitarrista originario delle Hawaii che diventerà poi suo compagno e padre dei loro due figli. Il duo ha pubblicato l'album The Ventriloquist nel novembre 2007.
L'anno seguente Garside partecipa a Corps Electriques, un album collaborativo realizzato insieme al compositore francese Hector Zazou.
I Ruby Throat andarono poi a pubblicare l'EP Tour EP e l'album Out of a Black Cloud Came a Bird nel 2009. Nel 2012 pubblicano il loro terzo album O' Doubt O' Stars.
Nel 2017 ha pubblicato un libro di poesie dal titolo A Whispering Frayed Edge. Nel mese di novembre di quell'anno esce l'album Baby Darling Taporo, quarto album in studio dei Ruby Throat. Un nuovo progetto del duo Garside-Whittingham chiamato Liar, Flower porta alla realizzazione dell'album Geiger Counter, che esce nell'aprile 2020.

## Discografia
Daisy Chainsaw
- 1991 - LoveSickPleasure (EP)
- 1992 - Pink Flower (EP)
- 1992 - Eleventeen

Queenadreena
- 2000 - Taxidermy
- 2002 - Drink Me

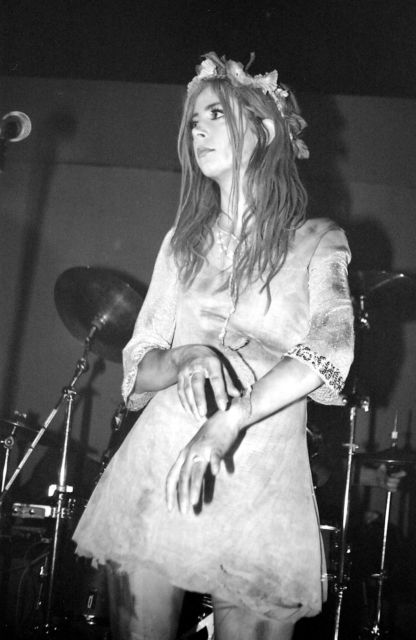
KatieJane Garside si esibisce con i Daisy Chainsaw a Londra nel 1990.

- 2005 - The Butcher and the Butterfly
- 2005 - Live at the ICA
- 2007 - Ride a Cock Horse
- 2008 - Djin

Solista
- 2005 - Lalleshwari/Lullabies in a Glasswilderness
- 2006 - Lalleshwari/Lullabies in a Glass Wilderness
- 2007 - Corps Electriques (con Hector Zazou)

Ruby Throat
- 2007 - The Ventriloquist
- 2009 - Tour EP
- 2009 - Out of a Black Cloud Came a Bird
- 2012 - O' Doubt O' Stars
- 2017 - Baby Darling Taporo

Liar, Flower
- 2020 - Geiger Counter